# I. Trpimir horvát fejedelem
I. Trpimir (? – 864) horvát fejedelem (845 – 864), a tengerparti Horvát Fejedelemség uralkodója. Első számú székhelye Klissza volt, emellett uralkodói központot létesíthetett a Trogir és Split között található Bijać közelében, egyes feltételezések szerint Kninben is. 846 és 848 között a klisszai udvarában tartózkodott a szász, bencés teológus Orbais-i Gottschalk, akinek a De Trina deitate című munkája fontos forrás Trpimir uralkodására vonatkozóan. A bencés szerző "rex Sclavorum"-nak, vagyis a szlávok királyának nevezte Trpimirt. Itáliából bencés szerzeteseket hívott a fejedelemségébe, és 852-ben megalapította a dalmáciai Rižinice mellett az első horvát bencés kolostort. Fiával, Petarral együtt Cividaléba is elzarándokolt, amelynek nyomát, Trpimir aláírásának formájában a Cividalei Evangélium őrzi.
Sikerei között tartható számon, hogy megvédte a horvátokat a bizánci támadásoktól, és elhárította a bolgár kánok csapásait. Trpimir és csapatai a frankok hűbérese lévén gyakran harcoltak a frankok oldalán.
Trpimirnek három fia volt: Petar, Zdeszláv és Muncimir. 864-ben vagy fia Zdeszláv követte rövid ideig a trónon, majd őt ezt követően Domagoj váltotta a fejedelemség élén, vagy Domagoj közvetlenül Trpimir halála után szerezte meg a hatalmat, és Bizáncba száműzte fiait. Források hiányában az örökléssel kapcsolatos kérdéseket nehéz eldönteni. Trpimir volt a 9–11. században hatalmon lévő horvát uralkodódinasztia, a Trpimir-ház névadója.